# RER NG
De RER NG (wat staat voor "RER nieuwe generatie"), met reeksnummering Z 58000 en Z 58500, is een treinstel, gebouwd door Alstom sinds 2019. De Franse spoorvervoerder SNCF had in 2015 de aanbesteding uitgeschreven voor rekening van de regio Île-de-France. Het gaat om 255 treinstellen, in eerste instantie bedoeld voor gebruik op de lijn RER E (Eole) en later D. 
De RER NG, door Alstom Adessia Max genoemd, is bestemd voor de vervanging van de Z 22500 (MI 2N Eole) op de RER E zodra de westelijke uitbreiding start (voor 2026 gepland) en voor de vervanging van de Z 20500 (tweede generatie van Z 2N) op de RER D.
De RER NG moet worden uitgerust met het NExTEO-systeem voor automatische treinbesturing met machinist (GoA 2), actief op het centrale deel van de RER E (Z 58000) en later ook op delen van de RER D (Z 58500).
Dit materiaal is het resultaat van een aanbesteding van de SNCF namens de STIF (later hernoemd in Île-de-France Mobilités), de vervoersautoriteit van de Franse regio Île-de-France.

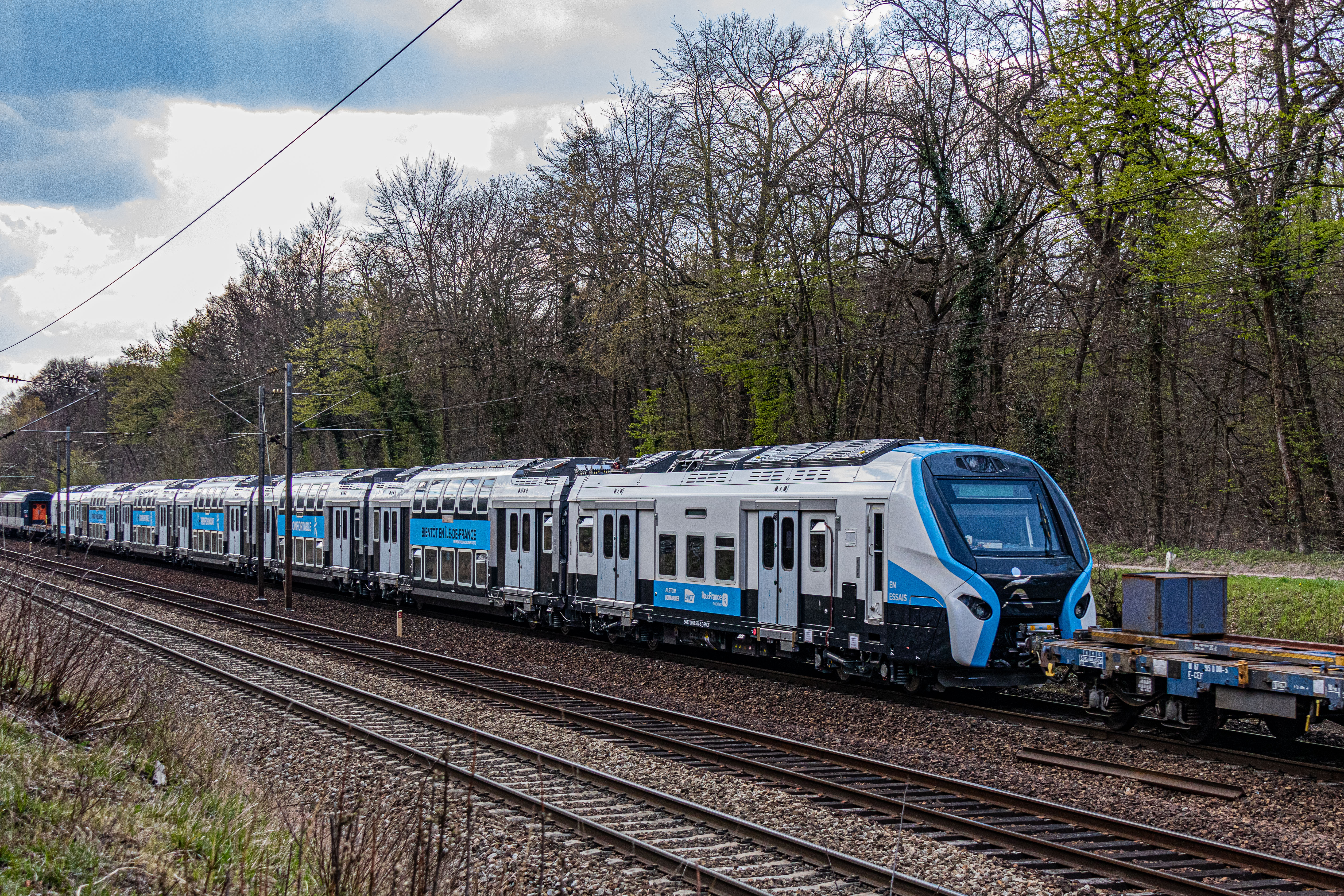
Het treinstel RER NG Z 58507/8 in 2021

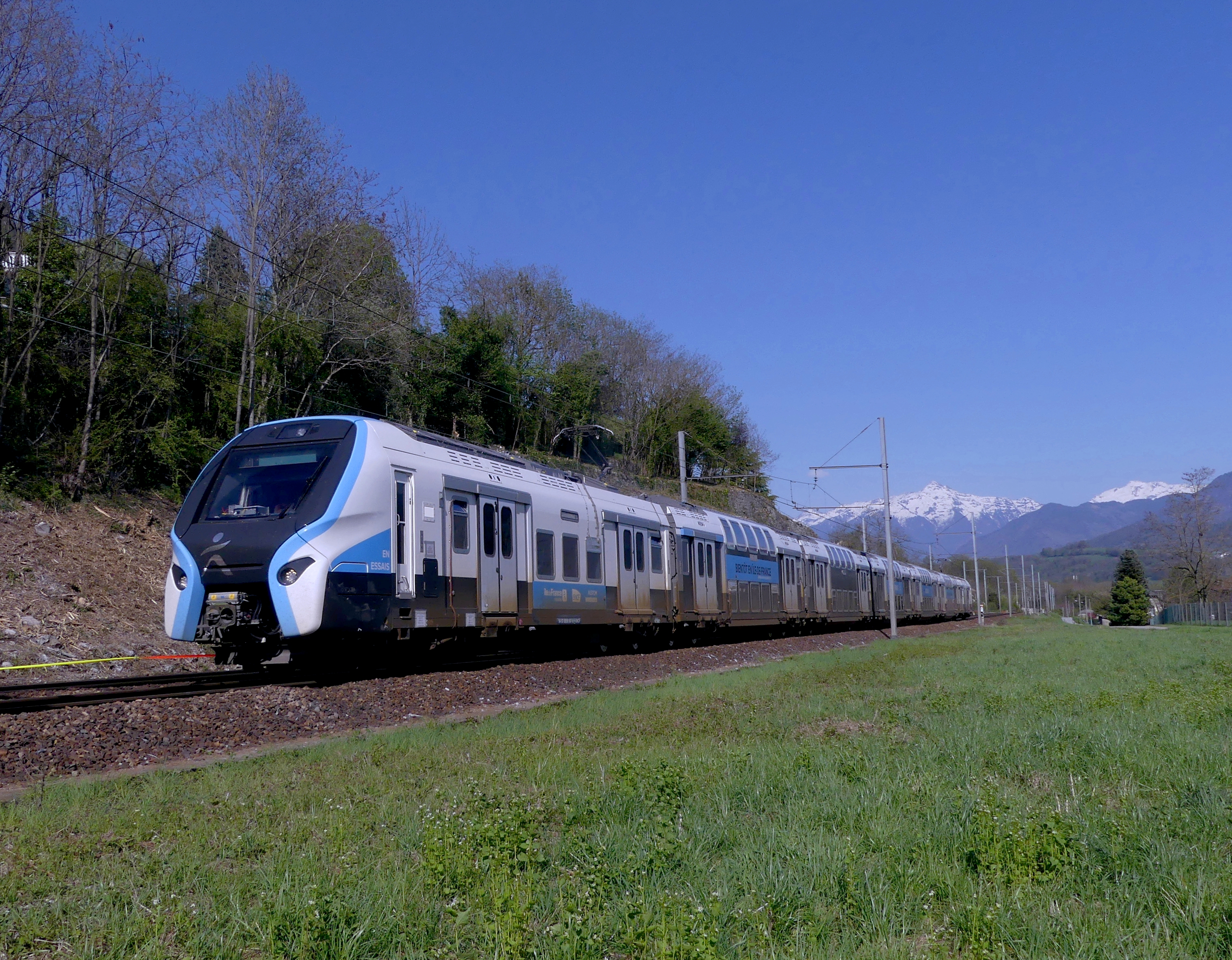
Treinstel Z 58507/8 tijdens testen, april 2022

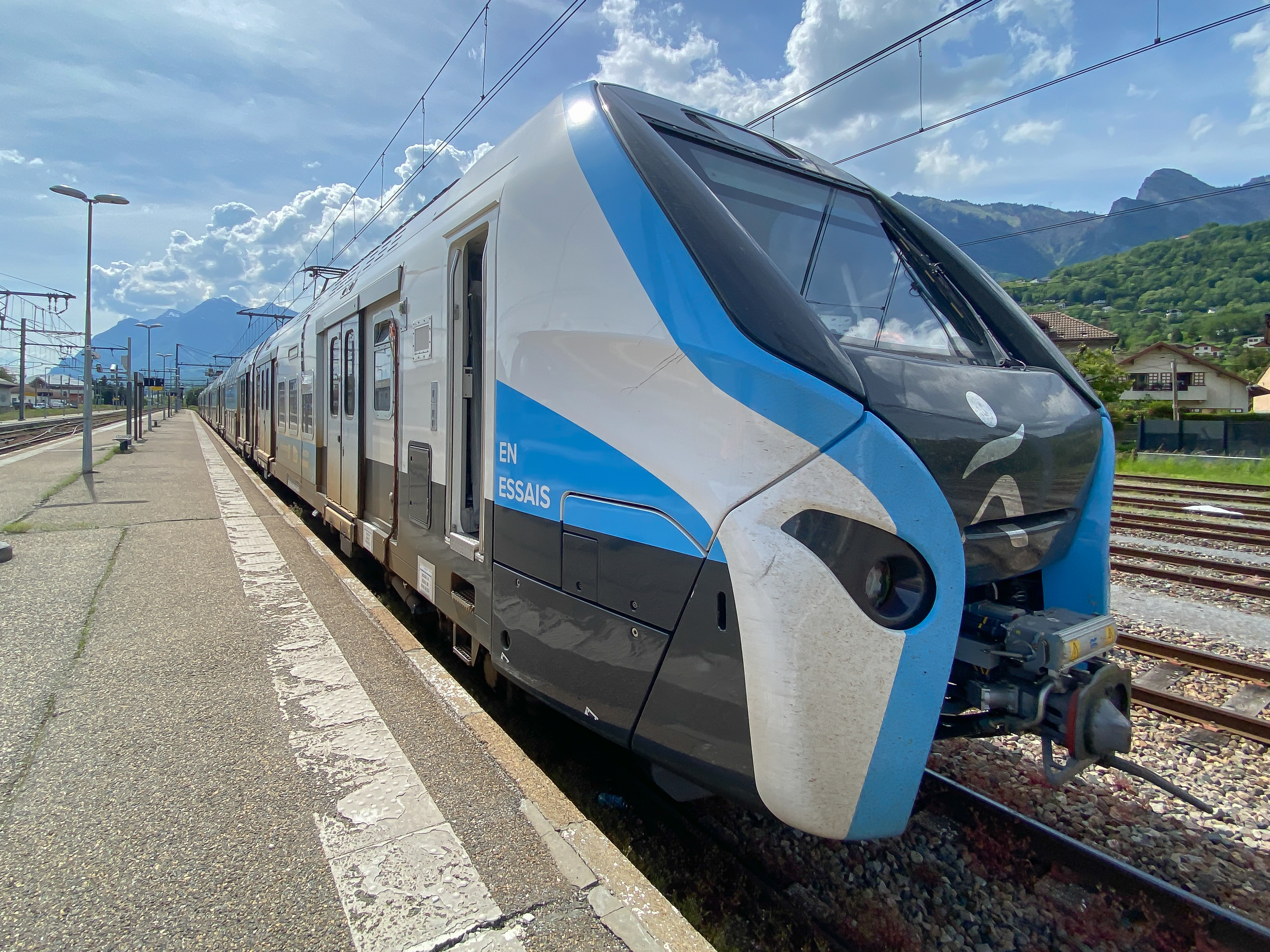
Treinstel Z 58507/8 tijdens testen in het voorjaar van 2022.

Interieur van Z 58000
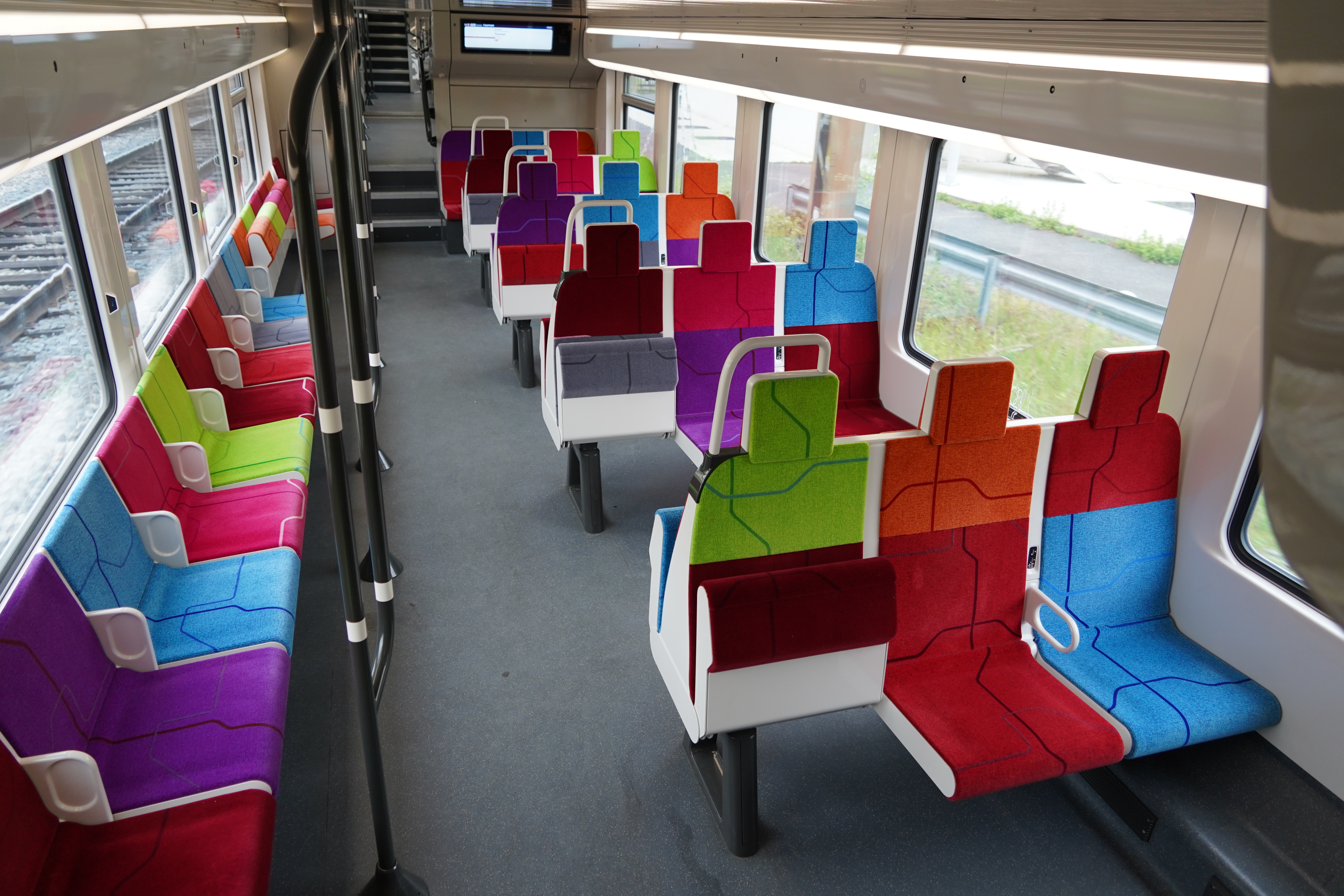
Beneden
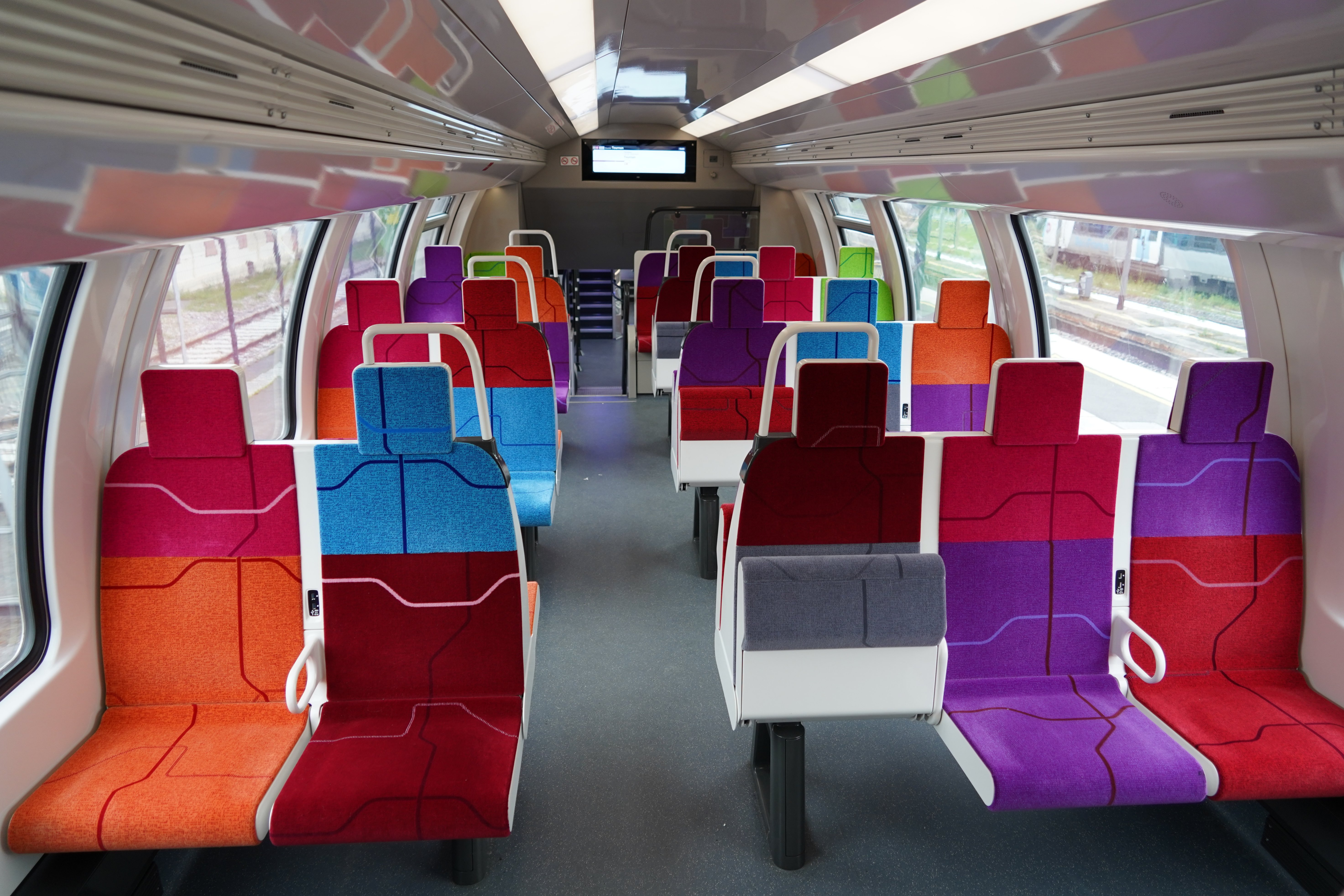
Boven
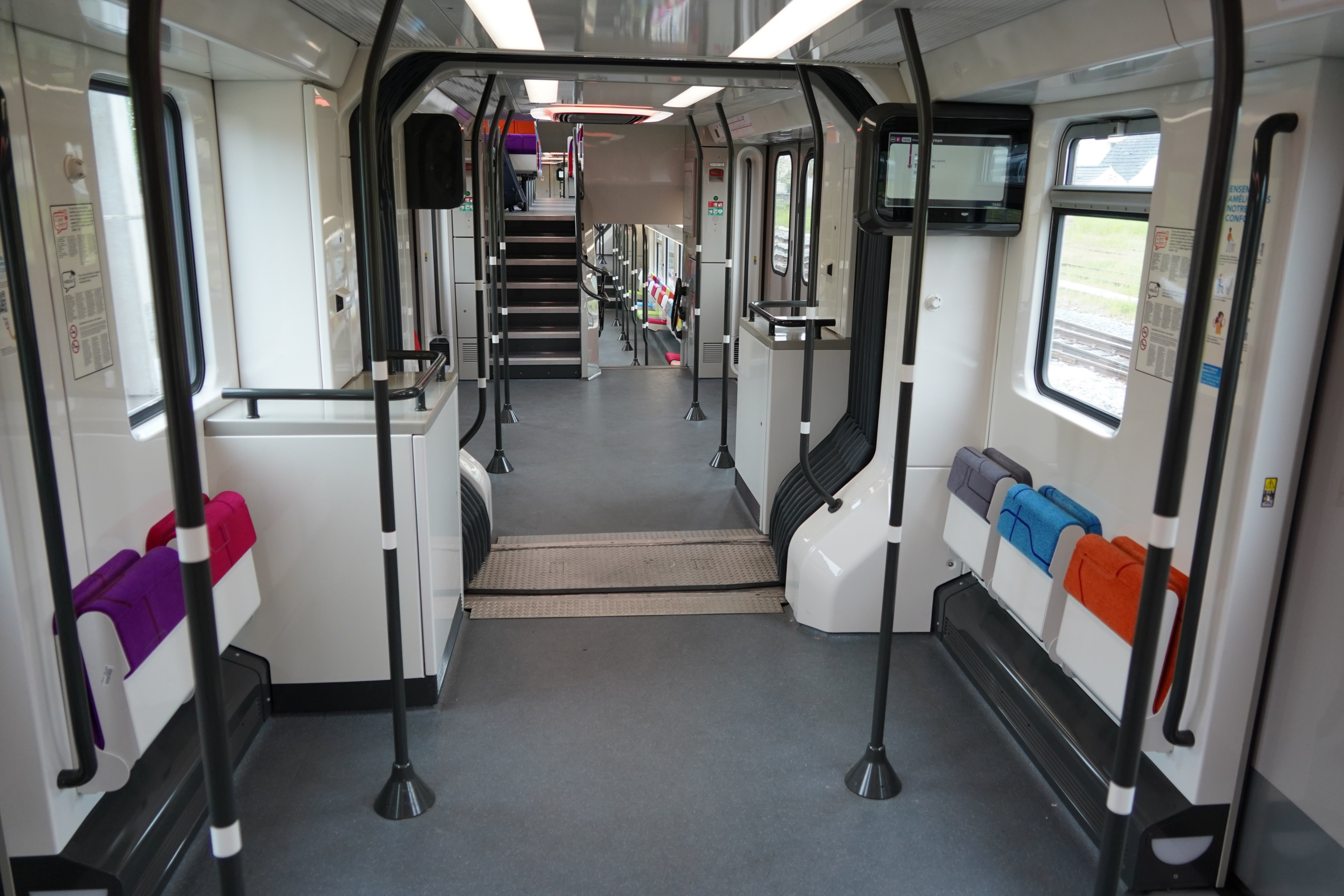
Overgang tussen twee rijtuigen
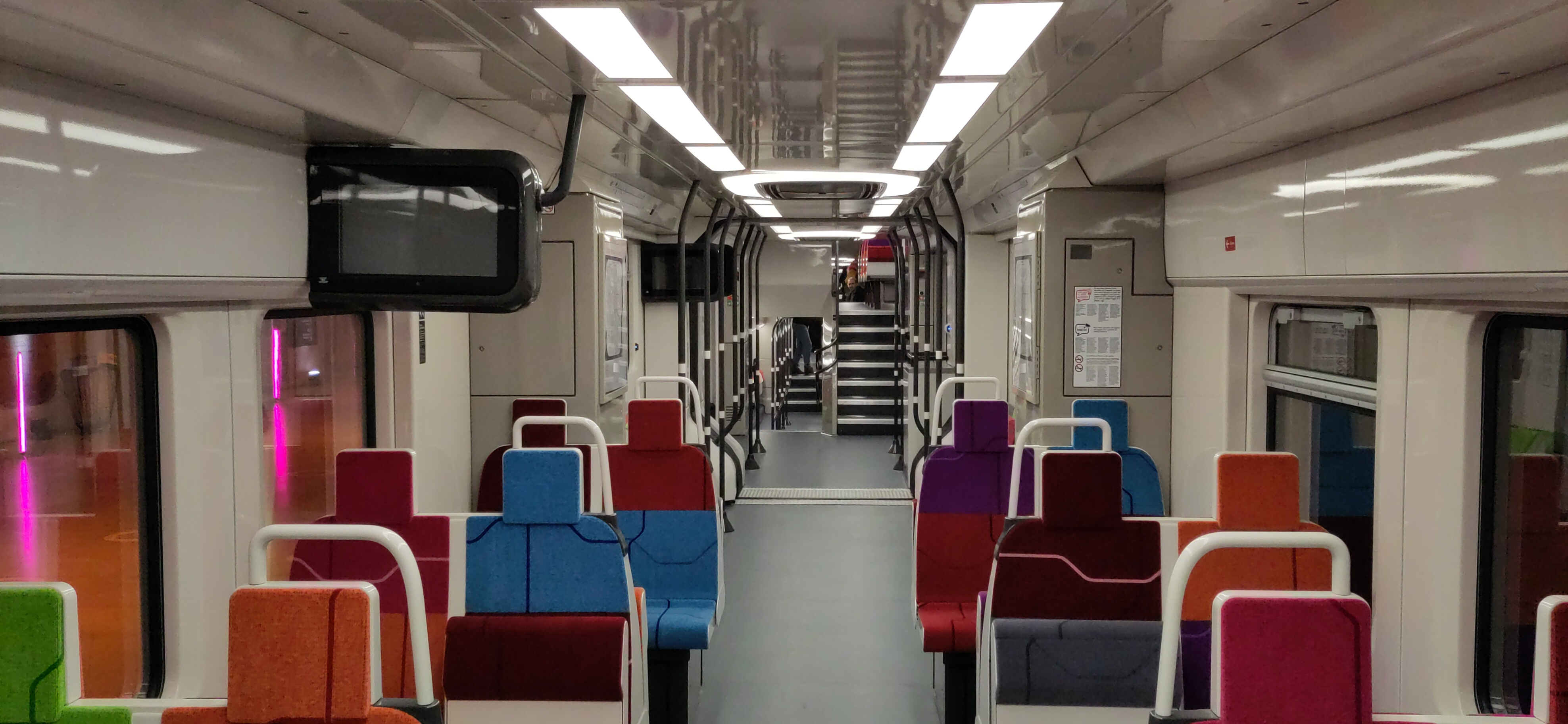
Rijtuig aan een van de uiteinden, enkeldeks